# Ahmet Hadžipašić
Ahmet Hadžipašić (Cazin, 1. lipnja 1952. – Zenica, 23. srpnja 2008.), bivši predsjednik Vlade Federacije Bosne i Hercegovine.

## Životopis
Gimnaziju je završio u Sarajevu, a Metalurški fakultet u Zenici. Postdiplomski studij i doktorsku disertaciju završio je na Mašinskom fakultetu u Zenici godine 1990. Bio je redovni profesor i suradnik sarajevskog Sveučilišta, Mašinskog fakulteta u Zenici i Tehničkog fakulteta u Bihaću.
Objavio je više od 60 stručnih knjiga i radova, te je izabran za menadžera desetljeća godine 2001.
Otac je troje djece.